# Nycklar till kunskap: om människans bruk av naturen
Nycklar till kunskap: om människans bruk av naturen (red. Tunón, Håkan & Dahlström, Anna, Centrum för biologisk mångfald 2010), är en antologi om etnobiologi och hur man som forskare kan använda sig av olika typer av källor för att studera människans nyttjande av naturen och de biologiska resurserna. Forskarna beskriver hur de arbetar med hjälp av bondedagböcker, folkminnesmaterial, intervjuer, kol-14-datering, dendrokronologi, osteologi, etnokartering, lantmäterikartor, pollenanalys med mera. Syftet med boken är, enligt dess baksidestext, att den ska kunna "fungera som en lärobok för studenter inom flera olika ämnen vid universitet, högskolor samt för fritidsforskare, men också som en inspiration till tvärvetenskapliga samarbeten mellan forskare från olika ämnesområden". 

## Bokens skribenter
- Vagn J. Brøndegaard
- Alf Hornborg
- Håkan Tunón
- Henrik Lerner
- Tora Wall
- Christian Richette
- Per-Anders Östling
- Örjan Kardell
- Anna Dahlström
- Britt Liljewall
- Ulla Ekvall
- Ingvar Svanberg
- Inger Larsson
- Johan Åkerlund
- Håkan Liby
- Helena Åberg
- Kristina Berg
- Allan Ellenius
- Pia Nilsson
- Olof Karsvall
- Yngve Ryd
- Lilian Ryd
- Karin Gustavsson
- Lars-Erik Edlund
- Ewa Ljungdahl
- Urban Emanuelsson
- Tommy Lennartsson
- Anna Andréasson
- Ann-Marie Hansson
- Per Lagerås
- Leif Jonsson
- Göran Possnert
- Björn Gunnarson